# Dicranomyia (Peripheroptera) ordinaria
Dicranomyia (Peripheroptera) ordinaria is een tweevleugelige uit de familie steltmuggen (Limoniidae). De soort komt voor in het Neotropisch gebied.